# Хазина

Старий логотип клубу

Спортивний клуб «Хазина» або просто «Хазина» (туркм. Hazyna sport kluby; «Скарб») — туркменський професіональний футбольний клуб із міста Ашгабат. Команда Туркменського державного інституту економіки і управління, заснована в 2015 році, а вже на початку 2016 спортклуб припинив своє існування. Виступає в Чемпіонаті Туркменістану по футболу.

## Історія
Команда була створена в лютому 2015 року. Взявши до уваги зрослу популярність футболу серед студентів, Федерація футболу Туркменістану зробила виняток, дозволивши команді брати участь у Вищій лізі без відбору в Першій лізі. Клуб очолив Ахмед Агамурадов. У Чемпіонаті Туркменістану з футболу 2015 року команда посіла 7 місце з 10. На початку 2016 роки перед стартом нового сезону, клуб був розформований.

## Тренерський штаб
| Посада          | Ім'я             |
| --------------- | ---------------- |
| Головний тренер | Ахмед Агамурадов |
| Тренер          | Валерій Кириллов |
| Тренер          | Фазіл Мамедов    |